# List miłosny (obraz)

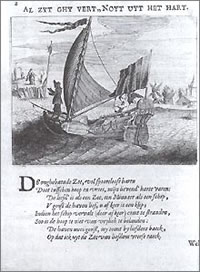
J.H. Krul, emblemat z Minnebeelden

List miłosny (niderl. De liefdesbrief) – obraz Jana Vermeera datowany na lata 1665–1670. Płótno jest sygnowane po lewej stronie na ścianie.
Obraz od 1893 roku znajduje się w zbiorach Rijksmuseum. Podczas wystawy Rembrandt en zijn tijd w Paleis voor Schone Kunsten w Brukseli w 1971 roku został skradziony. Złodziej zażądał okupu na rzecz ofiar wojny w Pakistanie. Płótno, choć zniszczone, udało się odzyskać.
List miłosny jest dziełem otwierającym późną fazę twórczości Vermeera i mającym wszystkie cechy nowego stylu, jakim posługiwał się malarz w tym okresie. Ma cechy uproszczenia, brak detali i drobiazgów, typowych dla wcześniejszych płócien, wyraźniejszy kontur, mocne rozdzielenie światła i cienia, zamiłowanie do linii prostych i kątów.
Vermeer zastosował w tym dziele kompozycję perspektywiczną, opartą na kontraście światła i cienia. Pierwszy plan tworzy mroczne pomieszczenie, z którego widz zagląda do jasno oświetlonego pokoju. W ciemnym korytarzu na ścianie po lewej zawieszona jest mapa, z prawej na krześle leży partytura, a powyżej udrapowana jest wzorzysta kotara. Jasny pokój wyłożony jest biało-czarną posadzką, z lewej strony ma okno, z prawej kominek, a na ścianie dwa obrazy. Przy wejściu stoi miotła, dalej koszyk z bielizną i poduszka do robótek. Pod ścianą znajdują się dwie kobiety: siedząca kobieta w żółtej sukni, z lutnią na kolanach i stojąca obok niej służąca. Dama, przerwawszy grę, odbiera od niej list i patrzy na nią z pytającym wyrazem twarzy.
Wiszący na ścianie obraz o tematyce marynistycznej sugeruje, że kobieta otrzymała list miłosny. Zestawienie listu z obrazem z morzem i statkiem pojawiało się wielokrotnie w malarstwie holenderskim, np. u Gabriëla Metsu w obrazie List (National Gallery w Londynie, Beit Collection). W XVII-wiecznym zbiorze emblematów Harmena Krula Minnebeelden (Wizerunki miłości) zamieszczone zostało przedstawienie statku, opatrzonego subskrypcją, porównującą miłość do morza, a kochanka do statku.
Kompozycję tego obrazu wykorzystał Pieter de Hooch w swoim płótnie Para z papugą z Wallraf-Richatz Museum w Kolonii, datowanym lata 70. XVII.